# Grombalia
Grombalia (arabe : ڨرمبالية) est une ville tunisienne située au nord-est du pays, à une quarantaine de kilomètres au sud-est de Tunis, réputée surtout pour ses vignes.
Elle compte en 2014 une population de 24 299 habitants.

## Géographie
Elle s'étend au centre d'une plaine qui porte son nom à l'extrémité occidentale de la péninsule du cap Bon.
Située à une altitude de 102 mètres, son périmètre municipal s'étend sur 6 515 hectares, délimité par les villages de Semmech et Nouel au nord, Nianou à l'est et Turki au sud.

## Histoire
Si le nom de la cité laisse transparaître sa lointaine ascendance latine — son nom latin « Hukulumbarros » signifie pigeon voyageur —, la ville actuelle a vu ses premiers habitants arriver d'Andalousie. Une importante colonie italienne a longtemps vécu dans ses environs.
La municipalité de Grombalia est créée par le décret du 19 février 1921. Elle est par ailleurs le chef-lieu du gouvernorat du Cap Bon du 25 septembre 1957 au 1er septembre 1964. C'est aussi un chef-lieu de délégation.

Vues de Grombalia au début du XXe siècle
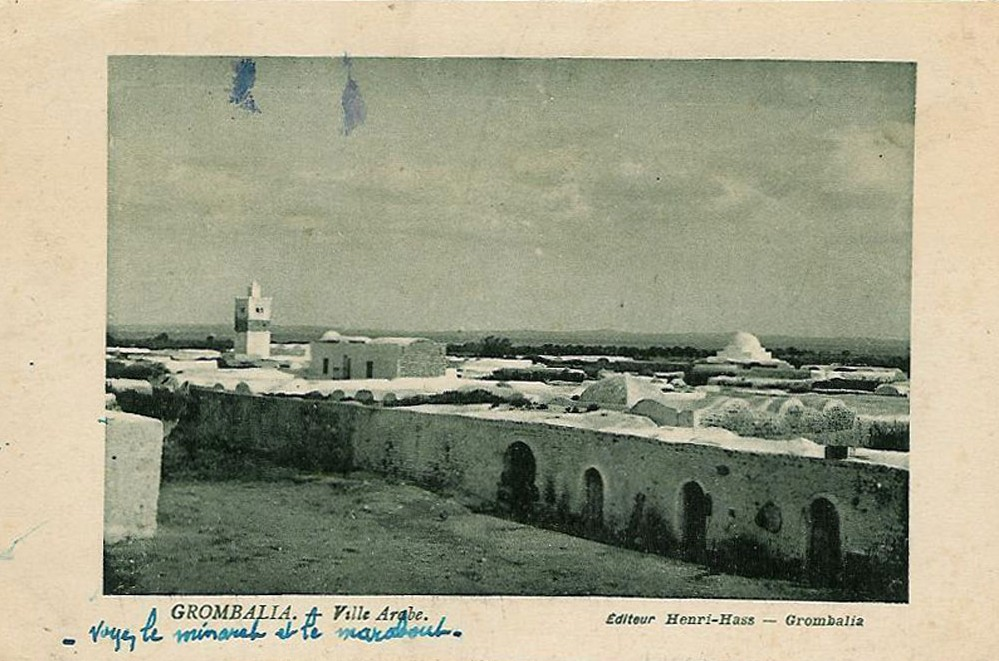
Vue de la médina.
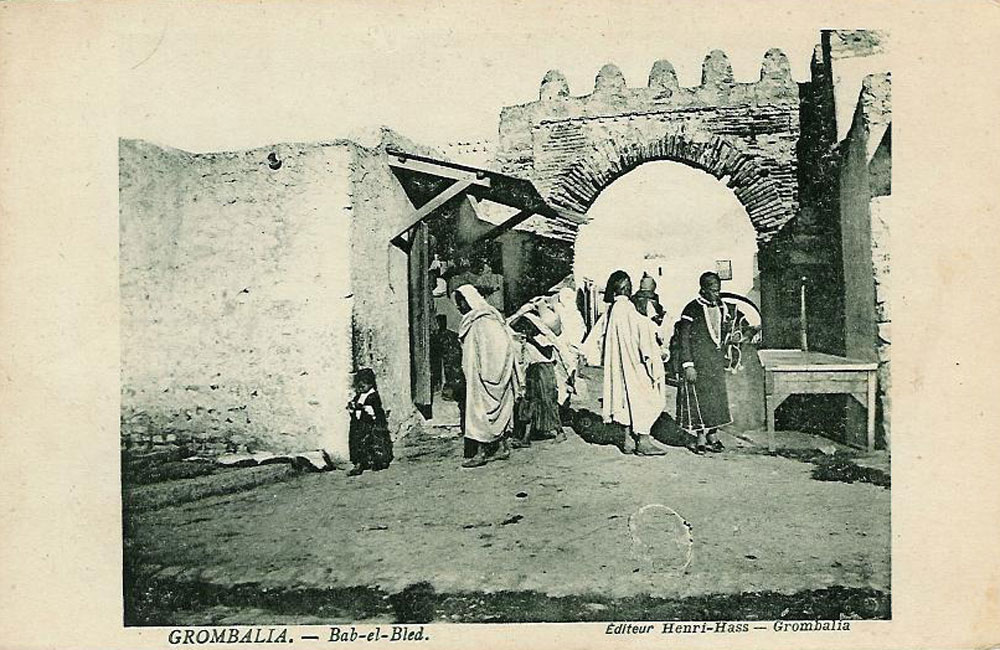
Vue de Bab El Bled, une ancienne porte de la médina.
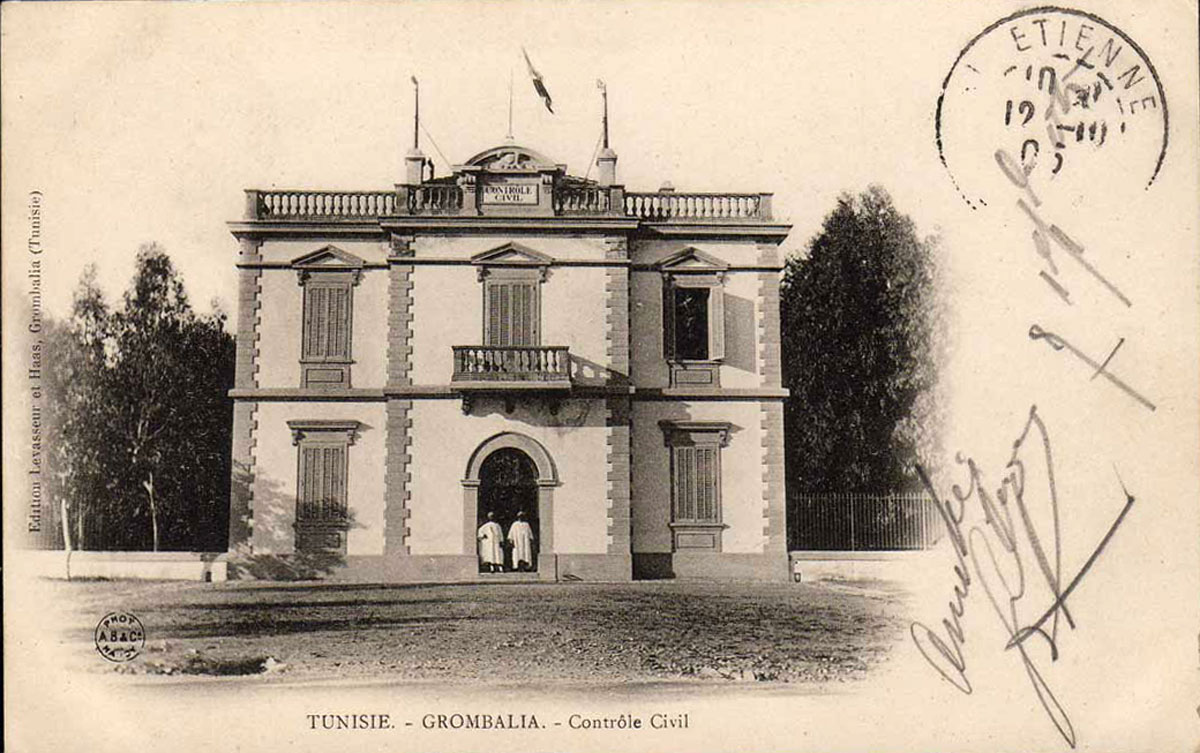
Vue du bâtiment du contrôle civil.
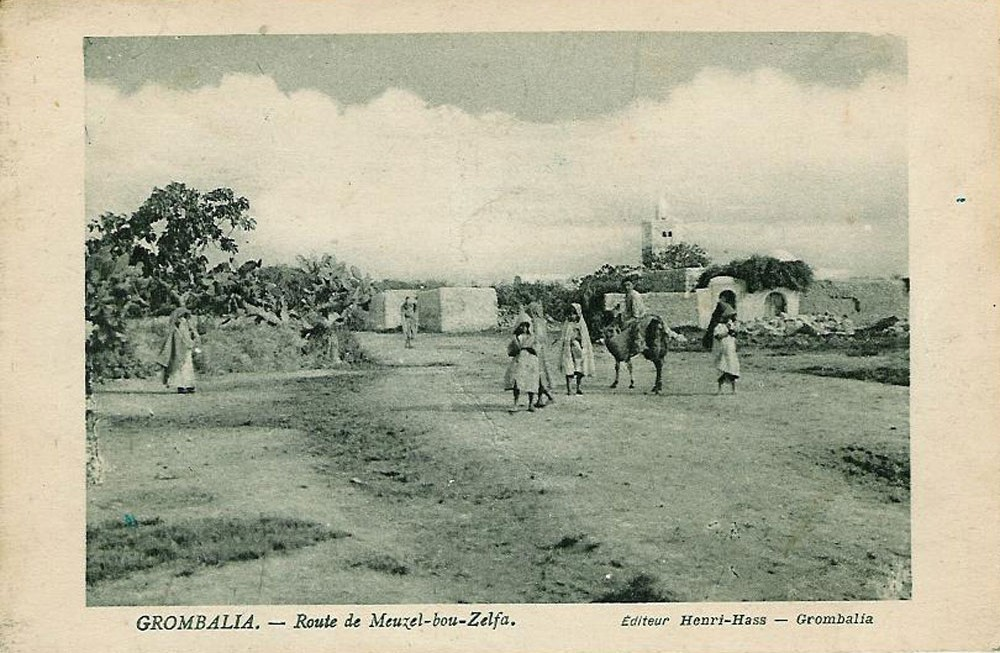
Route de Menzel Bouzelfa.

## Économie
La ville se distingue par ses terres fertiles, son climat modéré, sa pluviométrie abondante (entre 450 et 500 millimètres par an de précipitations) et la forte présence d'eaux souterraines. Vignes et vergers d'agrumes occupent les espaces agricoles : vignes à l'est, agrumes à l'ouest avec ici et là des oliviers.
La viticulture, activité agricole phare de la région, lui procure le titre de « ville internationale de la vigne » lors de la Rencontre internationale sur la vigne et ses dérivés organisée à Rome le 30 octobre 1987. La surface totale du vignoble atteint 3 530 hectares.
Témoin des spécialités régionales, l'Institut sectoriel de formation professionnelle agricole situé à Bouchrik, au Nord-Ouest de la ville, dispense des formations en culture des agrumes et du vignoble,.

## Patrimoine
Non loin de la ville se trouve Aïn Tébournouk, l'antique Tubernuc, avec sa source captée depuis les Romains. Le site archéologique, qui ne manque pas d'intérêt, et les vestiges s'étendent sur une grande superficie : ancien barrage sur un oued, porte monumentale, forum, capitole, citadelle byzantine, etc.

## Culture et sport
La maison de la culture de Grombalia s'occupe d'organiser des manifestations culturelles comme le festival des marionnettes.
Grombalia est aussi connu en basket-ball ; son équipe, le Dalia sportive de Grombalia, a gagné la coupe de Tunisie en 2006. Elle possède aussi sa propre équipe de football, Grombalia Sports, son équipe de tennis de table, la Grappe d'or, et son équipe de handball, la Jeunesse sportive de Grombalia.
Grombalia est jumelée avec la ville de Cisterna di Latina en Italie.